# Der Zwerg Nase

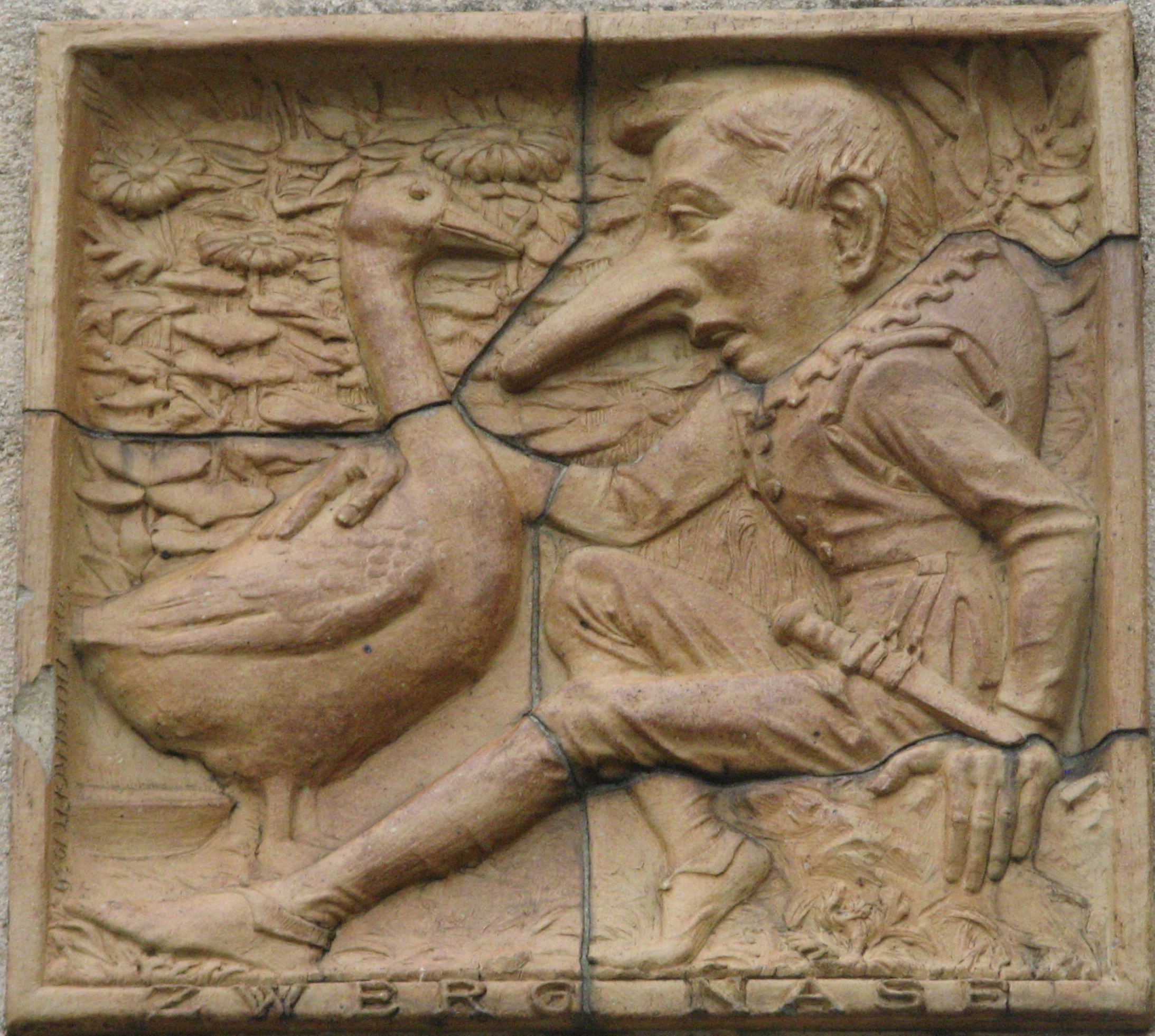
Terrakotta-Relief in Wien (1939):
Der verwandelte Jakob mit der Gans Mimi

Der Zwerg Nase ist ein Märchen von Wilhelm Hauff, das dieser 1826 in seinem Märchen-Almanach auf das Jahr 1827 für Söhne und Töchter gebildeter Stände veröffentlichte.

## Handlung

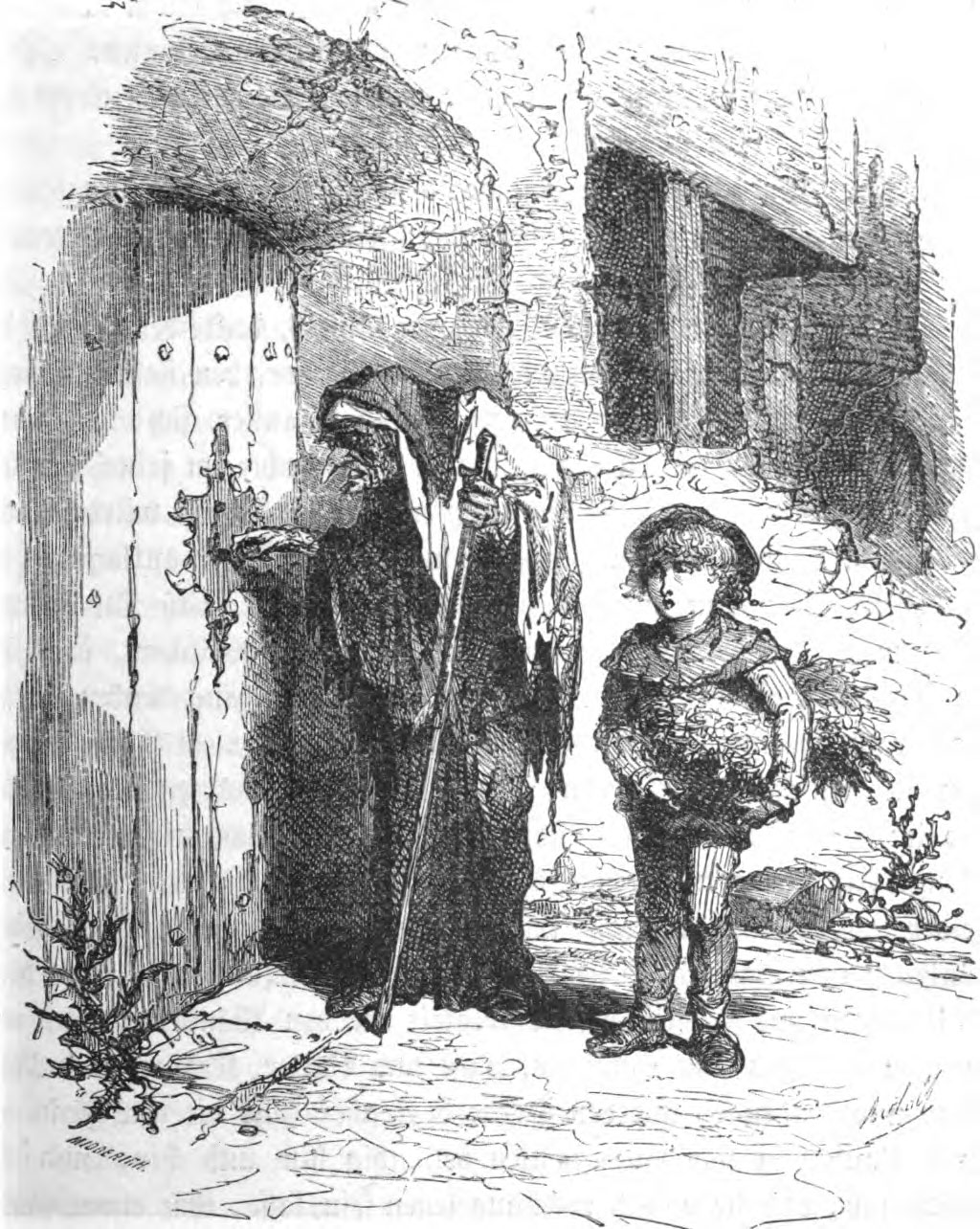
Bertall: Jakob trägt die Einkäufe der Fee Kräuterweis

Die Geschichte erzählt von Jakob, dem Sohn eines Flickschusters, der in einer kleinen deutschen Stadt lebt. Er wird als Junge von zwölf Jahren mit einem schönen Gesicht und wohlgestalt beschrieben. Seine Mutter Hanne verkauft Gemüse und Früchte auf dem Markt; Jakob hilft ihr dabei und trägt den Kundinnen ihre Einkäufe nach Hause.
Eines Tages kommt eine hässliche, alte Frau mit einer langen, gebogenen Nase und einem dünnen Hals an den Stand der Mutter und will Kräuter kaufen. Es ist – wie sich im weiteren Verlauf des Märchens herausstellt – die Fee Kräuterweis. Sie wirft alles durcheinander und verdirbt die guten Kräuter, sodass diese niemand mehr kaufen will. Deshalb beschimpft Jakob sie und lässt sich über ihr Aussehen aus. Daraufhin wünscht sie ihm auch eine lange Nase und gar keinen Hals. Schließlich kauft sie doch ein paar Kohlköpfe und lässt sich diese von Jakob nach Hause tragen.

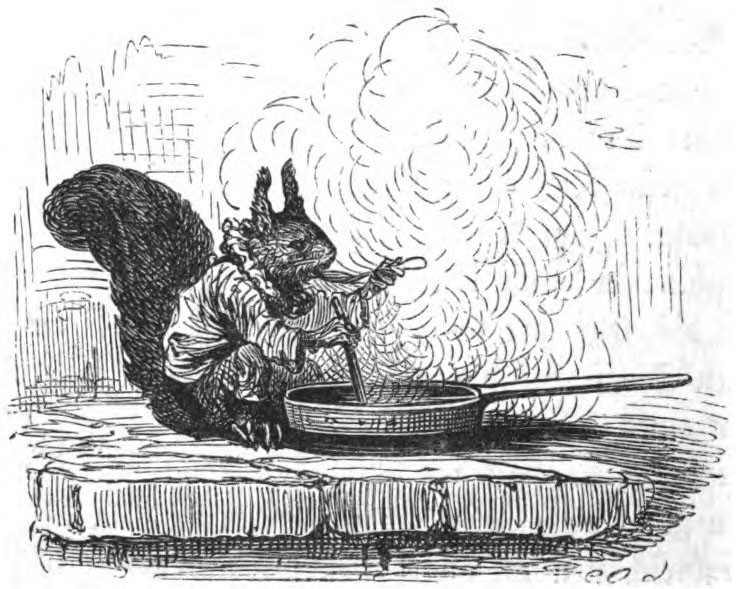
Carl Offterdinger: Jakob als kochendes Eichhörnchen

Im Haus der Frau angekommen, verwandeln sich die Kohlköpfe in Menschenköpfe. Hier leben Meerschweinchen und Eichhörnchen, die sich wie Menschen verhalten und die Alte bedienen. Diese bietet Jakob eine Suppe an und spricht dabei von einem Kräutlein, das er niemals finden werde. Nachdem er die Suppe gegessen hat, meint er einzuschlafen und zu träumen, er würde als Eichhörnchen im Haus der Frau leben und arbeiten. Er bleibt sieben Jahre und lernt insbesondere das Kochen. Dabei findet er ein Kraut, riecht daran und erwacht.

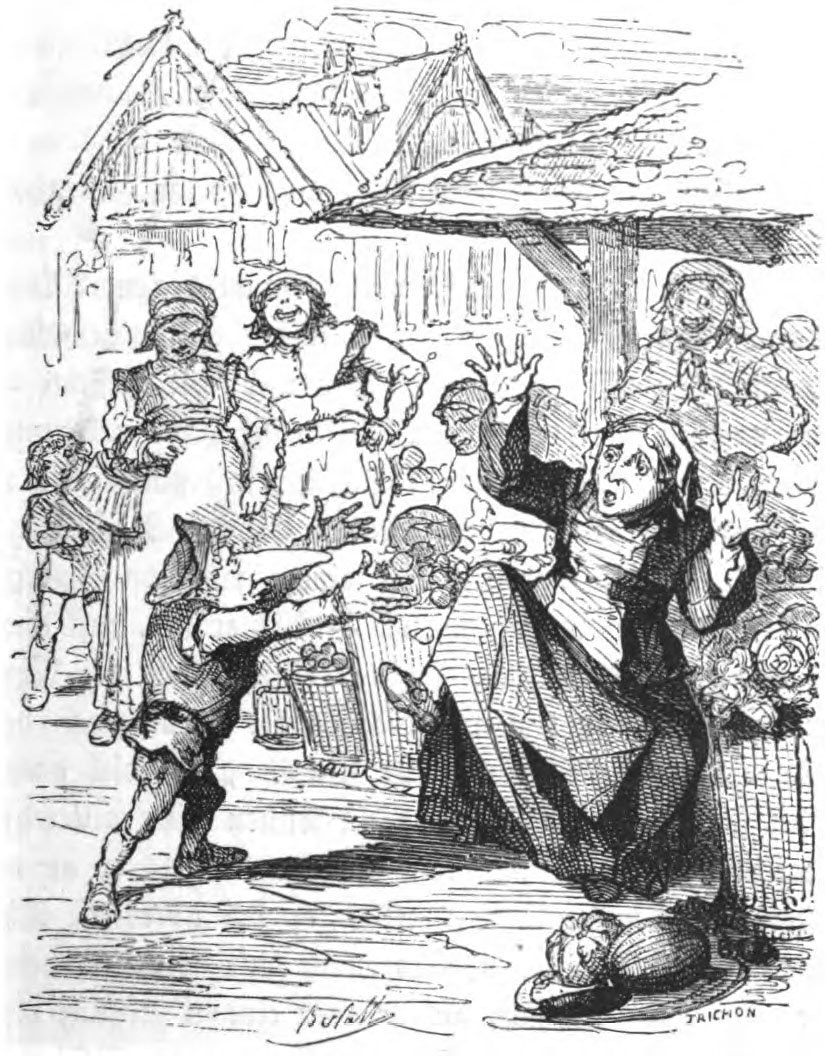
Bertall: Jakobs Rückkehr nach sieben Jahren

Als er aber nun zu seiner Familie zurückkehrt, erkennt ihn niemand und alle, auch seine Mutter und sein Vater, bezeichnen ihn als grässlichen Zwerg und jagen ihn davon. Tatsächlich hat er sich in einen Zwerg mit langer Nase, ohne Hals, mit Buckel und braunen Händen verwandelt.
Jakob beschließt daraufhin, sein Glück als Koch zu versuchen, und geht zum Herzog von „Frankistan“ (damit ist ein Land in Europa gemeint – die Rahmenhandlung spielt im Orient, wo ein Deutscher dieses Märchen aus seiner Heimat, dem Land der „Franken“, erzählt), der als Gourmet bekannt ist. Dort kann er den Küchenmeister von seinem Talent überzeugen, und auch der Herzog liebt sein Essen, stellt ihn als Unterküchenmeister ein und gibt ihm den Namen Zwerg Nase. Jakob genießt großes Ansehen.
Nach zwei Jahren kauft Jakob auf dem Markt drei Gänse, von denen eine mit ihm spricht. Sie erzählt ihm, dass sie Mimi, die Tochter des Zauberers Wetterbock von der Insel Gotland sei. Auch sei sie von einer bösen Zauberin verwunschen worden. Allerdings kennt sie sich mit Zauberkräutern aus und berichtet, dass Jakob das Kraut finden müsse, das ihn verwandelt habe, um erlöst zu werden.
Zu dieser Zeit bekommt der Herzog Besuch von einem anderen Fürsten, weshalb ihm Jakob besondere Speisen vorsetzen soll. Dem Gast schmeckt das Essen, doch dann verlangt er die Königin aller Speisen, die Pastete Souzeraine (oder Suzeräne).
Diese kennt Jakob nicht, aber dafür Mimi. Er bereitet die Pastete zu, aber dem Gast fehlt darin das Kräutlein Niesmitlust. Jakob muss dieses finden und die Pastete neu kochen, sonst wird er geköpft. Auch dieses Mal hilft ihm Mimi und geht mit ihm das Kraut suchen. Als er es findet, riecht er daran. Dadurch verwandelt er sich zurück.
Zum Dank bringt er Mimi zu ihrem Vater, der auch sie erlöst.
Für Mimi und ihn wird alles gut, aber zwischen dem Herzog und seinem Gast kommt es durch Jakobs Flucht zum Krieg („Kräuterkrieg“), der erst durch eine richtig zubereitete Souzeraine beendet werden kann („Pastetenfrieden“).

## Interpretation
Wilhelm Hauff kommentiert in seinen Werken häufig die politische Situation seiner Zeit. Im Vormärz war Deutschland in zahlreiche kleine Länder zerfallen, jedes unter der Willkür seines Königs, Herzogs oder Grafen. Hauff träumte davon, deren Ungerechtigkeiten bestraft zu sehen. Und er glaubte, ein guter und starker König könne den Menschen Glück und Wohlstand bringen.
In Der Zwerg Nase schimmert seine Kritik auch durch die Namen der Speisen, die der verhexte Junge seinem Fürsten zubereiten muss: die Dänische Suppe, Rote Hamburger Klößchen und – auf speziellen Wunsch eines Fürsten, der zu Gast weilt – „die Königin der Speisen, die Pastete Suzeräne“, eine deutliche Anspielung auf den politischen Begriff der Suzeränität. Kein Zufall also, dass Hauff an das Ende seiner Geschichte einen „Pastetenfrieden“ stellt.
Die Kochkunst wird Jakobs Lebensinhalt, welcher dadurch die Ausstoßung aus seiner Familie kompensiert.
Typisch für ein Hauff-Märchen ist, dass Jakob keine utopische Prinzessin, sondern Mimi, eine gewöhnliche Frau (Tochter des Zauberers) heiratet.

## Kulturgeschichtliche Überformungen

### Oper
- Zwerg Nase. Eine Kinderoper von Samuel Hogarth (Musik) und Wolfgang Willaschek (Text), 2013.

### Weitere Vertonungen
- Zwerg Nase. Orchestermärchen von Andreas N. Tarkmann. Uraufführung: 2016, Duisburger Philharmoniker

### Theater
- Zwerg Nase. Ein Märchenspiel in vier Bildern von Robert Bürkner.

### Verfilmungen
- 1921: Zwerg Nase, Österreich, Astoria Film, Regie Ladislaus Tuszinsky
- 1953: Zwerg Nase, BR Deutschland, Regie Francesco Stefani[2]
- 1958: Zwerg Nase, DDR, Fernsehspiel, Regie Hans-Günther Bohm
- 1970: Karlik Nos (Карлик Нос), Sowjetunion, Fernsehfilm, Regie: Galina Orlowa[3]
- 1978: Zwerg Nase, DDR, Fernsehspiel, Regie Karl-Heinz Bahls
- 1980: Zwerg Nase, Österreich, Regie Johannes Hoflehner
- 1985: Zwerg Nase, Deutschland, Scherenschnittfilm, Regie Edeltraud Engelhardt
- 1986: Zwerg Nase, DDR, DEFA-Puppentrickfilm, Regie: Katja Georgi[4]
- 2003: Karlik Nos (Карлик Нос), Russland, Trickfilm, Regie: Ilja Maximow[5]
- 2006: Zwerg Nase – Vier Fäuste für ein Zauberkraut, Deutschland, Parodie im Rahmen der ProSieben Märchenstunde[6]
- 2008: Zwerg Nase, Deutschland, Film aus der Reihe Märchenperlen, im Auftrag des Bayerischen Rundfunks, Regie Felicitas Darschin[7]
- 2021: Zwerg Nase, Deutschland, Film aus der Reihe Märchenperlen, Regie Ngo The Chau

### Hörspiele
- 1966: Der Zwerg Nase, BR Deutschland, Europa, Regie Claudius Brac[8]
- 1970: Der Zwerg Nase, DDR, LITERA, Regie Joachim Herz
- 1983: Zwerg Nase, BR Deutschland, Europa, Regie Heikedine Körting, Die Märchenbox (14)[9]